# 加藤冠
加藤 冠（かとう かん、1993年6月2日 - ）は、日本の小説家、元ジャニーズJr.。東京都出身。慶應義塾大学法学部卒業。父は時代小説作家の加野厚志。

## 略歴
東京都谷根千界隈で野球少年として育つ。小学1年の時、NHK東京放送児童劇団に入る。2006年、『R-1ぐらんぷり』に、カンという名でアマチュアとして参加し、準々決勝まで進出。同年5月4日にオーディションを受け、ジャニーズ事務所に入所。
小学4年生から小説家を志し、6年生の時に『12歳の文学賞』への応募するも、締め切り時には中学生になってしまったため対象外になってしまう。しかし新たに書いた作品が『小学四年生』に連載されることになり、「ちょっと大夢（タイム）」で14歳で小説家デビュー。同年、高校受験を機にジャニーズ事務所を退所。
2009年7月27日、月影 禅（つきかげ ぜん）というペンネームで『ジョニー・ゲップを探して』を出版、作家デビューする。
2010年12月1日、第35回小泉信三賞全国高校生小論文コンテストにおいて『冷たく美しい紡錘形の書物』が次席に選出された（受賞作品および審査員の選評は慶應義塾機関誌『三田評論』2011年1月号に掲載されている）。
2011年10月27日、阿野 冠（あの かん）というペンネームで、本格作家デビュー作『花丸リンネの推理』を角川書店から出版。
第23回・第24回・第25回の松本清張賞でともに最終候補に残る。

## 人物
本名の名前の由来は「冠」という字が、中国では「ナンバー1」を意味することからつけられたとのこと。

## 作品
- ジョニー・ゲップを探して（ナショナル出版）
- 花丸リンネの推理（角川書店）
- 谷根千少女探偵団 乙女稲荷と怪人青髭（PHP研究所）
- 荒川乱歩の初恋 高校生探偵（光文社キャラ文庫）

## 出演

### CM
- ロート製薬 OXYデオドラントボディローション（2008年）[6]